# Pygmaeothamnus chamaedendrum
Pygmaeothamnus chamaedendrum är en måreväxtart som först beskrevs av Carl Ernst Otto Kuntze, och fick sitt nu gällande namn av Robyns. Pygmaeothamnus chamaedendrum ingår i släktet Pygmaeothamnus och familjen måreväxter.

## Underarter
Arten delas in i följande underarter:
- P. c. chamaedendrum
- P. c. setulosus